# حسين بيغي (بوزي)
حسين بيغي (بالفارسية: حسین بگی) هي منطقة سكنية تقع في إيران في قسم بوزي الريفي. يقدر عدد سكانها بـ 44 نسمة بحسب إحصاء 2016.